# Teting-sur-Nied
Teting-sur-Nied é uma comuna francesa na região administrativa de Grande Leste, no departamento de Mosela. Estende-se por uma área de 9,83 km². Em 2010 a comuna tinha 1 324 habitantes (densidade: 134,7 hab./km²).